# Red hemisférica de reservas para aves playeras

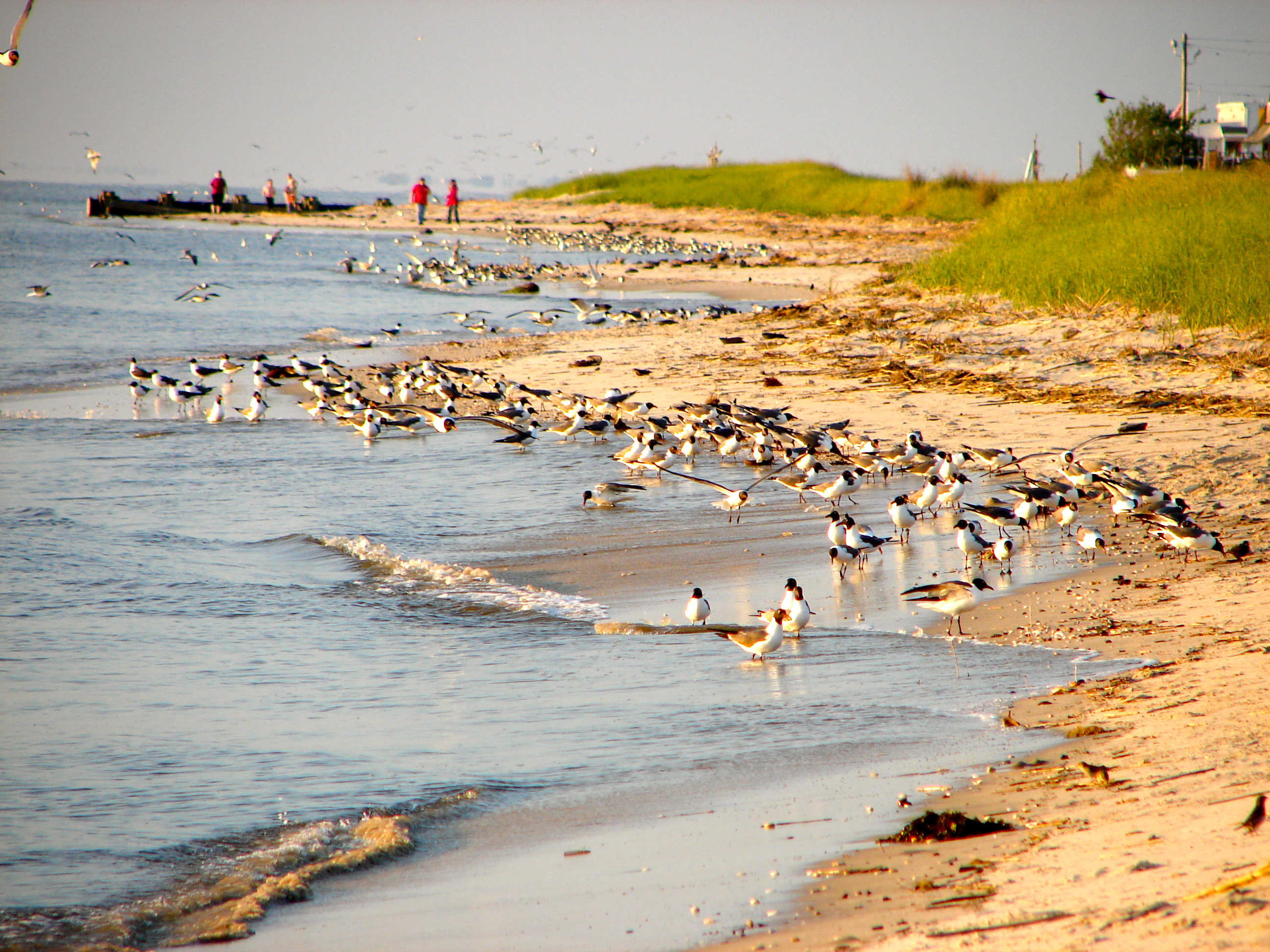
Leucophaeus atricilla, gaviota reidora americana (Laughing Gull en inglés), en la costa de la bahía de Delaware, a unos 5 km de Cape May Point, Nueva Jersey, Estados Unidos.

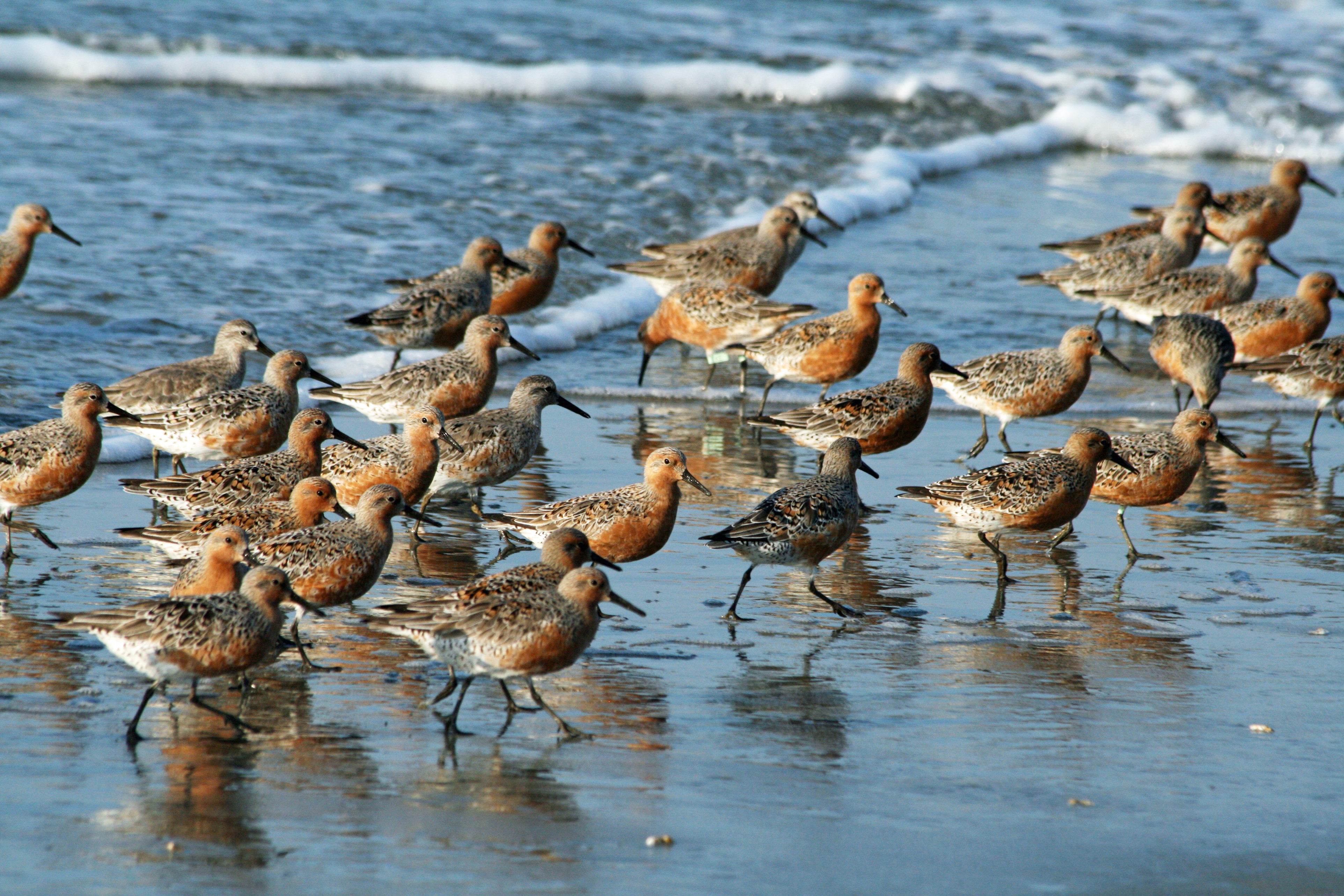
Calidris canutus, correlimos gordo, playero ártico o playero rojizo (Red Knot en inglés). En su migración recorre 32 180 km entre América del Norte y América del Sur.

La red hemisférica de reservas para aves playeras (RHRAP) o Western Hemisphere Shorebird Reserve Network (WHSRN) en inglés, es el primer sistema hemisférico de reservas naturales en red cuyo objetivo es proteger a las especies de aves playeras y sus hábitats en América. La oficina ejecutiva tiene su sede en Manomet, Massachusetts, Estados Unidos.
Fue creada en 1986 sobre la base de la idea de Guy Morrison, del Servicio Canadiense de Vida Silvestre, luego desarrollada junto a J.P. Myers y otros investigadores en la Academia de Ciencias Naturales de Filadelfia y más tarde en la Sociedad Nacional Audubon.
El objetivo principal es proteger los sitios críticos para las aves playeras: áreas de reproducción, de invernación, de tránsito y de escala durante la migración. 
Hay tres clasificaciones para los sitios: hemisférico, internacional o regional. Para calificar como hemisférico un sitio debe ser utilizado por más de 500 000 aves playeras por año, o más del 30 % de una especie. El internacional debe presentar una población de al menos 100 000 aves por año o más del 10 % de una especie. Y el regional por lo menos 20 000 por año, o un 5 % de una especie.
El primer sitio designado fue la bahía de Delaware en Estados Unidos, el 21 de mayo de 1986.

## Organización
Liderazgo
- El Consejo Hemisférico de la RHRAP es el organismo responsable de toda la red. La mayoría de sus miembros son representantes de organismos influyentes en sus respectivas regiones.
- Los consejos nacionales y regionales designan y llevan a cabo actividades para apoyar a los socios de los sitios, pueden sugerir nuevos sitios, diseñar y dirigir programas de trabajo y participar en el Consejo Hemisférico. Hay cuatro consejos nacionales (datos de 2011): Canadá, Estados Unidos, Argentina y México.

Coordinación
- El Centro Manomet para las Ciencias de la Conservación lleva adelante y supervisa la oficina ejecutiva.

Implementación
- Los socios de la red son entidades gubernamentales, organizaciones sin fines de lucro, organismos de comunidades aborígenes, centros académicos, empresas y consorcios conservacionistas, que prestan apoyo o servicios a la red. Algunos de ellos son: la Convención Ramsar; BirdLife International; Wetlands International; Environment Canada; Aves Argentinas y la Secretaría de Ambiente y Desarrollo Sustentable, de Argentina; y el Centro Manomet para las Ciencias de la Conservación, la Sociedad Nacional Audubon, el Servicio de Pesca y Vida Silvestre, el Servicio Forestal y el Servicio Geológico, de Estados Unidos.
- Los socios de los sitios: son el componente de la red a nivel local, organizaciones comunitarias, grupos conservacionistas, asociaciones de amigos, etc.[2]

## Premio Pablo Canevari
El Centro Manomet para las Ciencias de la Conservación entrega un premio bienal a organizaciones o individuos de América Latina que hayan realizado un trabajo importante relacionado con la conservación de las aves playeras. El premio se instituyó en honor del biólogo Pablo Canevari quien fuera director de la red hemisférica de reservas para aves playeras.

## Sitios de la red
Hasta 2021 se calculaban quince millones de hectáreas distribuidas en 109 sitios de diecisiete países, conservadas por los socios de los sitios.